# Jaltomata procumbens
El  jaltomate (Jaltomata procumbens) es una hierba de la familia de las solanáceas. Mide hasta 90 cm de largo y tiene un tallo grueso y anguloso. Sus flores son blanco verdosas; produce bayas púrpuras o negras de 1 cm de diámetro muy jugosas. Habita en bosques de pino, encino, selva seca y matorral xerófilo, desde el nivel del mar hasta 3150 metros de altitud. 

## Usos
El fruto maduro es comestible, aunque se sugiere ingerirlo solo si se está seguro de la identidad de la especie y de sus frutos silvestres. Debe comerse con moderación y bien maduro, porque cuando está verde es tóxico por los alcaloides que contiene (como solanina).
Las hojas también se consumen en algunas partes y es considerado medicinal.